# Le Guide (artiste)
Pour les articles homonymes, voir Le Guide et Diallo.
Le Guide ou Galissa Satina, né Mamadou Yaya Diallo le 4 avril 1980 à Conakry, est un artiste, slameur, acteur et écrivain guinéen.

## Biographie

### Enfance et formation
Le Guide, né en 1980 à Conakry, est le fils d'Abdoul Gadiri Diallo et de Aminatou Diallo.
Selon Le Guide lui-même, son nom signifie « libérateur évident pour une Guinée unie, indépendante, débarrassée d’ennui».

### Carrière
Il est connu pour le slam en Guinée et est ambassadeur de la poésie pastorale.
En 2022, il devient le directeur du festival des arts et du rire de Labé FAR2022,,. Il annonce également la sortie de son premier livre intitulé Tradicriture,.

## Ouvrages
- 2022 : Tradicriture, les éditions plumes inspirées – Guinée[8],[6].